# Петопрста
Петопрста или челашица, велика челашица (Potentilla recta) је врста петопрснице (Potentilla). Домаћа је у Евроазији, али је присутна у Северној Америци као увезена врста протежући се преко готово целог континента, осим самог севера Канаде и Аљаске.
Биљка вероватно води порекло из Медитеранског басена и прво је сакупљена у 19. веку у Онтарију и 1914. години у Британској Колумбији. Позната је као мали штетани коров у неким местима. Јавља се на многим типовима станишта, укључујући и нарушена места.

## Распрострањеност и станиште
Петопрста је домаћа врста у већем делу Европе, Азије и у деловима Северне Америке, и може се наћи и у другим деловима света, као увезена врста. Природна станишта су јој обрадива поља, баште, живе ограде, пустош, а понекад и обале.